# Tom Dumoulin
Tom Dumoulin (Maastricht, 11 de novembre de 1990) és un ciclista neerlandès, professional des del 2012 fins al 2022. El 15 d'agost de 2022 anuncia la retirada prematura i definitiva del ciclisme professional.

## Biografia
El 2010 guanyà el Gran Premi de Portugal, una de les proves de la Copa de Nacions sub-23, així com una etapa del Girobio. A finals del 2010 fou seleccionat per participar en el campionat del món sub-23 de Melbourne. Allà quedà setè en la contrarellotge individual i 80è en la cursa en línia. De resultes d'aquests bons resultats el 2011 fitxà pel Rabobank Continental, aconseguint la victòria al Triptyque des Monts et Châteaux. El 2012 fitxà pel Project 1t4i, reconvertit posteriorment en l'Argos-Shimano, i en què destaquen les segones posicions a l'Eneco Tour i al Campionat dels Països Baixos en ruta.
El 2016 guanya la medalla de plata als Jocs Olímpics de Rio en contrarellotge i campió nacional en contrarellotge. El 2017 va guanyar el Giro d'Itàlia després que a l'última etapa va aconseguir superar a la CRI a Nairo Quintana, que queda 2n de la general, i a Vincenzo Nibali que queda 3r. A final de temporada va guanyar el Campionat del món en contrarellotge.
Al gener de 2021 va anunciar que es retirava indefinidament del ciclisme; però va retornar en actiu abans d'acabar-la, aconseguint proclamar-se campió dels Països Baixos de contrarellotge i la medalla de plata als Jocs Olímpics de Tòquio en contrarellotge.

## Palmarès
- 2010
  - 1r al Gran Premi de Portugal i vencedor d'una etapa
  - Vencedor d'una etapa al Girobio
- 2011
  - 1r al Triptyque des Monts et Châteaux
- 2014
  -  Campió dels Països Baixos de contrarellotge
  - Vencedor d'una etapa al Critèrium Internacional
  - Vencedor d'una etapa a l'Eneco Tour
  - Vencedor d'una etapa al Tour d'Alberta
- 2015
  - Vencedor de 2 etapes a la Volta a Suïssa
  - Vencedor d'una etapa a la Volta al País Basc
  - Vencedor de 2 etapes a la Volta a Espanya
- 2016
  -  Medalla de plata als Jocs Olímpics de Rio en contrarellotge
  -  Campió dels Països Baixos de contrarellotge
  - Vencedor d'una etapa al Giro d'Itàlia
  - Vencedor de 2 etapes al Tour de França
- 2017
  -  Campió del món de contrarellotge
  -  Campió del món en contrarellotge per equips
  -  Campió dels Països Baixos de contrarellotge
  -  1r al Giro d'Itàlia i vencedor de 2 etapes
  - 1r al BinckBank Tour
- 2018
  - Vencedor d'una etapa al Giro d'Itàlia
  - Vencedor d'una etapa al Tour de França
- 2021
  -  Campió dels Països Baixos de contrarellotge
  -  Medalla de plata als Jocs Olímpics de Tòquio en contrarellotge

### Resultats al Tour de França
- 2013. 41è de la classificació general
- 2014. 33è de la classificació general
- 2015. Abandona (3a etapa)
- 2016. Abandona (19a etapa) Vencedor de la 9a i la 13a etapa
- 2018. 2n de la classificació general. Vencedor d'una etapa
- 2020. 7è de la classificació general

### Resultats a la Volta a Espanya
- 2015. 6è de la classificació general. 1r del Premi de la combativitat Vencedor de 2 etapes
- 2020. No surt (8a etapa)

### Resultats al Giro d'Itàlia
- 2016. Abandona (11a etapa). Vencedor d'una etapa.  Porta el Mallot rosa durant 6 etapes
- 2017.  1r de la classificació general. Vencedor de 2 etapes.  Porta el Mallot rosa durant 10 etapes
- 2018. 2n de la classificació general. Vencedor d'una etapa.  Porta el Mallot rosa durant 1 etapa
- 2019. Abandona (5a etapa)
- 2022. Abandona (14a etapa)